# Annéot
Annéot település Franciaországban, Yonne megyében. Lakosainak száma 115 fő (2022. január 1.). Annéot Annay-la-Côte, Avallon, Étaule, Girolles, Pontaubert, Tharot és Vault-de-Lugny községekkel határos.

## Népesség
A település népességének változása:
| Lakosok száma | 139  | 137  | 146  | 128  | 124  | 122  | 120  | 118  | 115  |
|               | 2013 | 2015 | 2016 | 2017 | 2018 | 2019 | 2020 | 2021 | 2022 |